# New Miami (Ohio)
Pour les articles homonymes, voir New Miami.
New Miami est un village américain situé dans le comté de Butler, dans l'Ohio. Selon le recensement de 2010, sa population est de 2 249 habitants.